# Jørn Andersen
Jørn Andersen (Fredrikstad, 3 febbraio 1963) è un allenatore di calcio ed ex calciatore norvegese naturalizzato tedesco, di ruolo attaccante, tecnico dello Yunnan Yukun.

## Biografia
Andersen è un figlio d'arte: sua madre è Bjørg Andersen, giocatrice di pallamano norvegese.
È diventato cittadino tedesco nel 1993. Anche suo figlio Niklas è un calciatore.

## Carriera

### Giocatore

#### Club
Andersen iniziò la carriera nelle giovanili dello Østsiden e passò nel 1982 al Fredrikstad. Nel 1985, si trasferì al Vålerenga: rimase una sola stagione, ma fu capocannoniere del campionato con 23 reti e portò la squadra ad un terzo posto finale. Inoltre, diventò il calciatore ad aver segnato più reti nell'arco di una stagione con la maglia del Vålerenga: con 23 reti, infatti, superò il precedente record detenuto da Leif Eriksen, che nel campionato 1961-1962 mise a segno 22 marcature. Viðar Örn Kjartansson migliorò questo risultato nel 2014, realizzando 24 reti.
Fu poi acquistato dal Norimberga, per cui segnò 28 reti in 78 incontri. Lasciò poi il club per approdare all'Eintracht. Nel 1990, diventò il primo calciatore straniero a diventare capocannoniere della Bundesliga: realizzò infatti 18 reti. Vestì poi la maglia del Fortuna Düsseldorf, prima di tornare all'Eintracht.
Dopo alcune brevi apparizioni con Amburgo e Dinamo Dresda, lasciò la Germania per la Svizzera: giocò per lo Zurigo, per il Lugano e per il Locarno, prima di concludere la propria carriera.

#### Nazionale
Andersen giocò 27 partite per la Norvegia, mettendo a segno 5 reti. Debuttò il 17 aprile 1985, sostituendo André Krogsæter nella sconfitta per uno a zero contro la Germania Est. Il 10 settembre dello stesso anno, arrivò il primo gol: fu autore di una delle marcature che permetterono il successo degli scandinavi sull'Egitto per tre a zero.

### Allenatore
Andersen cominciò la carriera da allenatore in Svizzera con il Lucerna come allenatore delle giovanili. Nel 2003 tornò in Germania, per guidare l'Oberhausen. Diventò poi assistente di Horst Köppel al Borussia Mönchengladbach.
A settembre 2006, dichiarò al quotidiano Verdens Gang di essere in trattativa per diventare assistente di Joachim Löw, commissario tecnico della Nazionale tedesca. Löw confermò l'interesse, ma Andersen rifiutò la proposta per via della sua nazionalità norvegese.
A maggio 2007, si accordò con lo Škoda Xanthi per diventarne allenatore. A giugno dello stesso anno, però, il contratto fu risolto per ragioni private.
Sul finire del 2007, fu scelto come allenatore dall'Offenbach, nella 2. Fußball-Bundesliga. Non riuscì però ad evitare la retrocessione del club.
Il 20 maggio 2008, firmò un contratto biennale con il Magonza. Nel campionato 2008-09 portò la squadra nella massima divisione tedesca ma, nonostante questo successo, fu licenziato il 3 agosto 2009 dopo contrasti con la squadra per i metodi di preparazione.
A metà dicembre 2010, fu nominato nuovo allenatore del Larissa. Dopo meno di un mese in carica, con la squadra che perse tre incontri di campionato e che fu eliminata dalla coppa nazionale (senza segnare alcuna rete), fu licenziato. A novembre 2011, fu nominato allenatore del Karlsruhe. Il 26 marzo 2012 è stato esonerato dall'incarico.
Il 2 gennaio 2015 diventò allenatore dell'Austria Salzburg. riuscendo a vincere il campionato di Regionalliga  (terzo livello del campionato austriaco) ed essere promosso in Erste Liga 2015-2016. Ma il club precipitò in una grave crisi finanziaria e diede le dimissioni.
Nel maggio 2016 fu ingaggiato dalla nazionale nordcoreana, di cui divenne il secondo CT straniero a 25 anni di distanza dalla nomina dell'ungherese Pál Csernai. Rimase in carica per due anni, ottenendo la qualificazione alla fase finale della Coppa d'Asia 2019.
Nell'agosto 2018 è stato nominato tecnico dell'Incheon Utd.

## Statistiche

### Cronologia presenze e reti in nazionale
| Cronologia completa delle presenze e delle reti in nazionale ― Norvegia | Cronologia completa delle presenze e delle reti in nazionale ― Norvegia | Cronologia completa delle presenze e delle reti in nazionale ― Norvegia | Cronologia completa delle presenze e delle reti in nazionale ― Norvegia | Cronologia completa delle presenze e delle reti in nazionale ― Norvegia | Cronologia completa delle presenze e delle reti in nazionale ― Norvegia | Cronologia completa delle presenze e delle reti in nazionale ― Norvegia | Cronologia completa delle presenze e delle reti in nazionale ― Norvegia |
| Data                                                                    | Città                                                                   | In casa                                                                 | Risultato                                                               | Ospiti                                                                  | Competizione                                                            | Reti                                                                    | Note                                                                    |
| ----------------------------------------------------------------------- | ----------------------------------------------------------------------- | ----------------------------------------------------------------------- | ----------------------------------------------------------------------- | ----------------------------------------------------------------------- | ----------------------------------------------------------------------- | ----------------------------------------------------------------------- | ----------------------------------------------------------------------- |
| 17-4-1985                                                               | Francoforte sull'Oder                                                   | Germania Est                                                            | 1 – 0                                                                   | Norvegia                                                                | Amichevole                                                              | -                                                                       | 72’                                                                     |
| 14-8-1985                                                               | Oslo                                                                    | Norvegia                                                                | 0 – 1                                                                   | Germania Est                                                            | Amichevole                                                              | -                                                                       | 52’                                                                     |
| 10-9-1985                                                               | Oslo                                                                    | Norvegia                                                                | 3 – 0                                                                   | Egitto                                                                  | Amichevole                                                              | 1                                                                       |                                                                         |
| 25-9-1985                                                               | Lecce                                                                   | Italia                                                                  | 1 – 2                                                                   | Norvegia                                                                | Amichevole                                                              | -                                                                       | 80’                                                                     |
| 16-10-1985                                                              | Oslo                                                                    | Norvegia                                                                | 1 – 5                                                                   | Danimarca                                                               | Qual. Mondiali 1986                                                     | -                                                                       |                                                                         |
| 30-10-1985                                                              | Mosca                                                                   | Unione Sovietica                                                        | 1 – 0                                                                   | Norvegia                                                                | Qual. Mondiali 1986                                                     | -                                                                       | 77’                                                                     |
| 13-11-1985                                                              | Lucerna                                                                 | Svizzera                                                                | 1 – 1                                                                   | Norvegia                                                                | Qual. Mondiali 1986                                                     | -                                                                       | 73’                                                                     |
| 30-4-1986                                                               | Oslo                                                                    | Norvegia                                                                | 1 – 0                                                                   | Argentina                                                               | Amichevole                                                              | -                                                                       | 71’                                                                     |
| 13-5-1986                                                               | Oslo                                                                    | Norvegia                                                                | 1 – 0                                                                   | Danimarca                                                               | Amichevole                                                              | -                                                                       | 82’                                                                     |
| 9-9-1986                                                                | Oslo                                                                    | Norvegia                                                                | 0 – 0                                                                   | Ungheria                                                                | Amichevole                                                              | -                                                                       | 46’                                                                     |
| 24-3-1987                                                               | Breslavia                                                               | Polonia                                                                 | 4 – 1                                                                   | Norvegia                                                                | Amichevole                                                              | -                                                                       | 72’                                                                     |
| 3-6-1987                                                                | Oslo                                                                    | Norvegia                                                                | 0 – 1                                                                   | Unione Sovietica                                                        | Qual. Euro 1988                                                         | -                                                                       |                                                                         |
| 16-6-1987                                                               | Oslo                                                                    | Norvegia                                                                | 2 – 0                                                                   | Francia                                                                 | Qual. Euro 1988                                                         | 1                                                                       | 89’                                                                     |
| 12-8-1987                                                               | Oslo                                                                    | Norvegia                                                                | 0 – 0                                                                   | Svezia                                                                  | Amichevole                                                              | -                                                                       |                                                                         |
| 9-9-1987                                                                | Reykjavík                                                               | Islanda                                                                 | 2 – 1                                                                   | Norvegia                                                                | Qual. Euro 1988                                                         | 1                                                                       |                                                                         |
| 23-9-1987                                                               | Oslo                                                                    | Norvegia                                                                | 0 – 1                                                                   | Islanda                                                                 | Qual. Euro 1988                                                         | -                                                                       |                                                                         |
| 1-6-1988                                                                | Oslo                                                                    | Norvegia                                                                | 0 – 0                                                                   | Irlanda                                                                 | Amichevole                                                              | -                                                                       | 62’                                                                     |
| 9-8-1988                                                                | Oslo                                                                    | Norvegia                                                                | 1 – 1                                                                   | Bulgaria                                                                | Amichevole                                                              | -                                                                       | 80’                                                                     |
| 5-9-1989                                                                | Oslo                                                                    | Norvegia                                                                | 1 – 1                                                                   | Francia                                                                 | Qual. Mondiali 1990                                                     | -                                                                       |                                                                         |
| 11-10-1989                                                              | Belgrado                                                                | Jugoslavia                                                              | 1 – 0                                                                   | Norvegia                                                                | Qual. Mondiali 1990                                                     | -                                                                       | 72’                                                                     |
| 4-2-1990                                                                | Ta' Qali                                                                | Corea del Sud                                                           | 2 – 3                                                                   | Norvegia                                                                | Amichevole                                                              | -                                                                       |                                                                         |
| 7-2-1990                                                                | Ta' Qali                                                                | Malta                                                                   | 1 – 1                                                                   | Norvegia                                                                | Amichevole                                                              | -                                                                       | 46’                                                                     |
| 27-3-1990                                                               | Belfast                                                                 | Irlanda del Nord                                                        | 2 – 3                                                                   | Norvegia                                                                | Amichevole                                                              | 1                                                                       |                                                                         |
| 6-6-1990                                                                | Trondheim                                                               | Norvegia                                                                | 1 – 2                                                                   | Danimarca                                                               | Amichevole                                                              | 1                                                                       |                                                                         |
| 22-8-1990                                                               | Stavanger                                                               | Norvegia                                                                | 1 – 2                                                                   | Svezia                                                                  | Amichevole                                                              | -                                                                       |                                                                         |
| 12-9-1990                                                               | Mosca                                                                   | Unione Sovietica                                                        | 2 – 0                                                                   | Norvegia                                                                | Qual. Euro 1992                                                         | -                                                                       | 15’                                                                     |
| 10-10-1990                                                              | Bergen                                                                  | Norvegia                                                                | 0 – 0                                                                   | Ungheria                                                                | Qual. Euro 1992                                                         | -                                                                       | 71’                                                                     |
| Totale                                                                  |                                                                         | Presenze                                                                | 27                                                                      |                                                                         | Reti                                                                    | 5                                                                       |                                                                         |

## Palmarès

### Giocatore

#### Club
- Norgesmesterskapet: 1

Fredrikstad: 1984

#### Individuale
- Capocannoniere della Bundesliga: 1

1989-1990 (18 gol)

### Allenatore

#### Competizioni nazionali
- China League One: 1

Yunnan Yukun: 2024